# Barbara Cook
Pour les articles homonymes, voir Cook.
Barbara Cook est une actrice et chanteuse américaine née le 25 octobre 1927 à Atlanta en Géorgie aux États-Unis et morte le 8 août 2017 à New York (État de New York).
Gagnante d’un Tony Awards en 1958 pour Meilleure actrice dans un second rôle dans une comédie musicale dans The Music Man, elle atteint la notoriété dans les années 1950 après ses rôles dans les comédies musicales Candide (1956) et The Music Man (1957) entre autres. Elle continua à se produire, principalement au théâtre jusqu’au milieu des années 1970 où elle commença une seconde carrière, de chanteuse.
Durant ces années sur les scènes de Broadway, Cook fut encensée pour son excellente voix de soprano lyrique. Elle était particulièrement admirée pour son agilité vocale, sa large tessiture, son ton chaud et ses interprétations chargées d’émotions. Avec l’âge, sa voix a pris une qualité plus sombre, même en voix de tête, qui était moins marquante dans sa jeunesse.
Barbara Cook est largement reconnue comme une des interprètes majeures des chansons de comédies musicales et en particulier des œuvres de Stephen Sondheim. Ses interprétations subtiles et sensibles de chanson populaires américaines lui valent toujours d’excellentes critiques.

## Biographie
Barbara Cook est née à Atlanta en Géorgie, fille de Charles Bunyan, un vendeur de chapeau et de Nell Cook, opératrice pour la compagnie américaine de communication Southern Bell. Ses parents divorcent alors qu’elle n’est qu’une enfant et après que son unique sœur meurt de la coqueluche, Barbara vit seule avec sa mère. Elle décrira leurs relations :
« [Nous étions] proches, trop proches, je dormais avec ma mère jusqu’à ce que je déménage pour New York. Je dormais dans le même lit qu’elle. Ce n’est pas bon… Mais pour moi c’était la norme. Pour elle nous n’étions qu’une personne. »
Bien que dès son plus jeune âge Barbara aime chanter à son père au téléphone et se soit occasionnellement produite au Elks Club, elle travaille pendant trois ans comme secrétaire à la fin de ses études.
C’est en visitant New York en 1948 avec sa mère, que Barbara Cook décide de rester et de tenter sa chance en tant qu’actrice. Elle commence à chanter dans des clubs et des hôtels, décrochant finalement un contrat avec le Blue Angel Club en 1950. Elle fait ses débuts à Broadway un an plus tard, dans le rôle de Sandy, dans la comédie musicale Flahooley. La production de Flahooley prend fin rapidement, mais Barbara Cook retrouve un rôle rapidement, celui d’Ado Annie dans Oklahoma en 1951 au New York City Center. Elle part avec la troupe en tournée nationale l’année suivante. En 1952, Cook fait également ses débuts à la télé dans le Armstrong Circle Théâtre. En 1954, elle est engagée dans le soap opéra Golden Windows qui ne durera que quelques épisodes avant d’être annulé. Elle a aussi joué le rôle de Jane Piper dans une adaptation télévisée de l’opérette Babes In Toyland de Victor Herbert. Elle revient au New York City Center pour le rôle de Carrie Piperidge dans Carousel. En 1955, elle s’attire d’excellentes critiques populaires pour le rôle de Hilda Miller dans Plain and Fancy et cela lui permet de gagner le rôle de Cunégonde dans Candide, la nouvelle opérette de Leonard Bernstein. Elle devint célèbre pour son interprétation de la chanson phare, « Glitter And Be Gay ». Cette même année, elle apparaît à la télé dans l’émission Producers’ Showcase où elle joue le rôle de Evelina Applegate dans une mise en scène de la comédie musicale Bloomer Girl. En 1957, elle prend le rôle de Julie Jordan dans une nouvelle production de Carousel et celui d’Elsie Maynard dans une version télévisée de The Yeomen And The Guard.
Bien que Candide ne fut pas un succès, la performance de Barbara Cook en Cunégonde établit sa réputation comme une des interprètes majeures de Broadway dans le répertoires des ingénues. Ses deux rôles les plus célèbres par la suite furent celui de Marianne la bibliothécaire dans le grand succès de Meredith Willson, The Music Man, en 1957, qui lui valut le Tony Award, et celui d’Amélia Abash, en 1962, dans « She Loves Me ». La chanson « Ice Cream » issue de « She Loves Me » deviendra la signature de Barbara Cook au fil des années.
Barbara Cook épouse David LeGrant, un professeur de comédie, le 9 mars 1952. Ils auront un fils, Adam en 1959 et divorceront en 1965.
Durant les années 1960, Cook a créé des rôles dans comédies musicales moins célèbres, comme The Gay Life en 1961 et Something More! en 1964. Elle fut quand même remarquée pour ses interprétations dans Le Roi et moi (The King and I) en 1960 et Show Boat en 1966. Elle a aussi enregistré le rôle d’Anna dans Le Roi et Moi en studio, avec Theodore Bikel dans le rôle du roi. Elle a également participé à deux tournées nationales avec les shows The Unsinkable Molly Brown (en 1964, dans le rôle de Molly Brown) et Funny Girl (en 1967, dans le rôle de Fanny Brice). Elle s’est aussi essayée à des rôles non musicaux comme dans la pièce Any Wednesday où elle remplace Sandy Dennis, ou encore Little Murders. Sa dernière création d’un rôle dans une comédie musicale remonte à 1971, quand elle joua Dolly Talbo dans The Grass Harp. Comme au début des années 1970, elle commençait à se débattre avec des problèmes d’obésité, de dépression et d’alcoolisme, il lui fut de plus en plus difficile de trouver des rôles.
Cependant, au milieu des années 1970, le vent tourne quand elle rencontre et devient amie avec le pianiste et compositeur Wally Harper. Harper la convainc de donner un concert et le 26 janvier 1975, elle fait ses débuts dans un concert resté mythique, au Carnegie Hall qui donnera naissance à un album live qui aura beaucoup de succès. En continuant sa collaboration avec Harper jusqu’à la mort de celui-ci en 2004, Cook devint une chanteuse renommée aux États-Unis. Durant les trois décennies suivantes, ils apparurent en scène, pas seulement dans les meilleurs cabarets de New-York, mais aussi sur tout le territoire américain et à l’étranger. Ils revinrent à Carnegie Hall en septembre 1980, pour une performance qui sera immortalisée sur le CD It’s Better With a Band. En 1986, elle fut en nomination pour un Tony Award pour son one woman show (accompagnée par Harper) au Alberty Theatre à Londres. En 1987, elle remporte le « Drama Desk Award » pour son show à Broadway A Concert for the Theatre (toujours avec Harper). En 1991, ils apparaissent dans un gala au Carnegie Hall réunissant les plus grandes collaborations musicales dans le but de lever des fonds pour la recherche sur le sida. En 1994, ils donnent un concert au Sadler’s Wells Theatre et Alistair Macauley écrit dans le Financial Time à propos du concert : 
« Barbara Cook is the greatest singer in the world… Ms. Cook is the only popular singer active today who should be taken seriously by lovers of classical music. Has any singer since Callas matched Cook’s sense of musical architecture? I doubt it. »
 (« Barbara Cook est la meilleure chanteuse au monde… Madame Cook est la seule chanteuse populaire encore active qui peut être prise au sérieux par les amateurs de musique classique. Est-ce qu’aucune chanteuse depuis Callas a jamais eu un sens de l’architecture musicale comparable à celui de Barbara Cook ? J’en doute. »).
 Le duo fit le tour du monde et se produit même plusieurs fois à la Maison-Blanche pour les présidents Carter, Reagan, Bush Sr et Clinton.
À partir du milieu des années 1970, Cook ne retourna qu’occasionnellement à sa carrière d’actrice, principalement dans des versions studios de comédies musicales et parfois dans des versions live comme en septembre 1975 dans Follies de Stephen Sondheim avec l’Orchestre philharmonique de New York. En 1986, elle enregistre le rôle de Martha dans la version musicale de Sharon Burgett de Le Jardin secret aux côtés de John Cullum, Judy Kaye, et George Rose. En 1987, elle apparaît dans une version concert de Carousel de Rodgers et Hammerstein. En 1994, elle met ses talents d’actrice et de chanteuse au service du film d’animation Poucelina. En 1994, elle est introduite dans le American Théâtre Hall of Fame. En 2000, elle est rejointe par Lillias White, Malcolm Gets, et Debbie Gravitte pour l’enregistrement studio de Lucky in the Rain.
En 1997, elle célèbre son soixante-dixième anniversaire, au Royal Albert Hall de Londres avec l’Orchestre philharmonique royal. En 2000, elle est l’une des rares chanteuses américaines à avoir été invitée dans le mythique Opéra de Sydney pour l’ouverture des Jeux olympiques d’été de 2000.
En février 2001, elle revient à Carnegie Hall pour Sings Mostly Sondheim un recueil de chansons de Stephen Sondheim qui fut enregistré en live pour un CD. Recevant d’excellentes revues dès le début, elle commence une tournée qui l’emmène jusqu’à Londres, où le concert est un succès durant l’été 2001. Elle reçoit pour le concert deux Laurence Olivier Awards, des prix d’honneurs britanniques remis par The Society of London Theatre. Elle revient aux États-Unis pour 14 semaines à guichets fermés au Lincoln Center à New-York et reçoit un Tony Award. Elle repart pour une tournée nationale passant par les plus grandes villes des États-Unis. Sings Mostly Sondheim est le dernier projet majeur auquel Harper est participé.
Après la mort de Harper en 2004, Cook doit faire les douloureux ajustements à de nouveaux pianistes dans des shows comme Tribute (en référence à Harper) ou No One Is Alone qui continua à recevoir de bonnes critiques ; The New York Times déclara en 2005 :
« [She is] "at the top of her game… Cook’s voice is remarkably unchanged from 1958, when she won the Tony Award for playing Marian the Librarian in The Music Man. A few high notes aside, it is, eerily, as rich and clear as ever." »
 (« Elle brille au sommet… La voix de Cook est restée remarquablement inchangée depuis 1958, quand elle jouait le rôle de Marianne la bibliothécaire dans « The Music Man ». Mis à part quelques aigus, sa voix est, étrangement, aussi riche et claire qu’avant. »)
En janvier 2006, elle devient la première chanteuse pop à être présentée par le Metropolitan Opera, en 123 ans d’existence. Elle y interprète, des chansons issues de comédies musicales, des grands standards du jazz, et est rejoint par Josh Groban et Audra Mac Donald qui l’accompagnent sur quelques chansons. Le concert fut enregistré et sortit en CD.
Le 25 juin 2006, elle est l’invitée d’honneur du « Gay Men’s Chorus of Washington, D.C. » (GMCW) pour fêter leur 25 années d’existence. Le 22 octobre 2007, rejoint le « Fort Lauderdale Gay Men’s Chorus » pour un concert intitulé An Evening with Barbara Cook. À la fin du concert, la salle entière lui chanta happy Birthday en l’honneur de ses 80 ans approchant. Le 2 décembre 2007, elle fête son anniversaire en Angleterre au Coliseum Theatre.

## Discographie

### En solo
- Songs of Perfect Propriety (1958)
- Sings From the Heart: Memorable Songs of Rodgers & Hart (1959)
- At Carnegie Hall (1975)
- As Of Today (1977)
- It’s Better With a Band (1981)
- The Disney Album (1988)
- Dorothy Fields: Close as Pages in a Book (1993)
- Live from London (1994)
- Oscar Winners: The Lyrics of Oscar Hammerstein II (1997)
- All I Ask of You (1999)
- The Champion Season: A Salute to Gower Champion (1999)
- Sings Mostly Sondheim: Live at Carnegie Hall (2001)
- Count Your Blessings (2003) — Grammy Award nominee (Best Traditional Pop Vocal Album)
- Barbara Cook’s Broadway! (2004)
- Tribute (2005)
- Barbara Cook at The Met (2006)
- No One Is Alone (2007)

### Enregistrementliveet studios de comédies musicales
- Flahooley (1951)
- Plain and Fancy (1955)
- Candide (1956)
- The Music Man (1957) — Gagnant d’un Grammy Award (Best Original Cast Album)
- Hansel and Gretel (1958)
- The Gay Life (1961)
- Show Boat (Studio Cast, 1962)
- She Loves Me (1963) — Gagnant d’un Grammy Award (Best Score From An Original Cast Show Album)
- The King and I (1964)
- Show Boat (Lincoln Center Cast, 1966)
- The Grass Harp (1971)
- Follies in Concert (1985)
- The Secret Garden (World Premiere Recording, 1986)
- Carousel (1987)
- The King and I: 50th Year (1993)
- Lucky in the Rain (2000)
- The Grass Grows Green (1972)
- Thumbelina Soundtrack (1994)

### Compilations
- The Broadway Years: Till There Was You (1995)
- Legends of Broadway—Barbara Cook (2006)

## Filmographie
- 1954 : Golden Windows (série TV) : Hazel
- 1957 : The Yeomen of the Guard (TV) : Elsie Maynard
- 1960 : The Bell Telephone Hour (TV)
- 1958 : Hansel and Gretel (TV) : Gretel
- 1994 : Poucelina (Thumbelina) de Don Bluth : la mère de Poucelina (voix)